# TQL Stadium
TQL Stadium (znany również jako West End Stadium) – stadion piłkarski w Cincinnati w stanie Ohio w Stanach Zjednoczonych. Mecze na tym obiekcie rozgrywa klub piłkarski FC Cincinnati.
Pojemność stadionu wynosi 26 000, a koszt realizacji jego budowy wyniósł 250 mln $.